# Stade du Petit-Bois
Pour les articles homonymes, voir Petit-Bois.
Le stade du Petit-Bois est un stade de football situé à Charleville-Mézières dans la région Grand Est en France.
Il est actuellement le stade résident de l'Olympique football club Charleville.

## Historique
Le stade est inauguré le 15 juillet 1927 à l'occasion de la 22e étape du Tour de France qui va de Metz à Charleville. En 1928, l'artisan Jean Gris réalise les bas-reliefs qui ornent l'entrée du stade .
De 1927 à 1937, une arrivée d'étape du Tour de France se déroule annuellement au vélodrome.
L'équipe de l'Olympique football club Charleville dispute ses matchs à domicile dans ce stade. Le club y a notamment évolué lors de ses années fastes en Division 2 entre 1992 et 1997. Le record d'affluence date du 2 octobre 1993 avec la réception du CS Sedan-Ardennes dans le cadre du championnat de Division 2 avec une assistance de 5 600 personnes dans un derby ardennais gagné 3-0 par les visiteurs.
Le 8 janvier 2012, le stade accueille la rencontre des 32e de finale de la Coupe de France de football 2011-2012 opposant l'AS Prix-lès-Mézières, alors en Division d'Honneur, au Montpellier HSC, équipe de Ligue 1 qui gagnera par ailleurs le championnat durant cette saison. La rencontre se termine par la victoire de l'équipe de Montpellier sur le score de 0-4.
Une statue représentant David (dénommé également "Frondeur") de Raymond Delamarre, datant de 1924 et d'une hauteur de 2,10 m, a longtemps orné la partie droite de l'entrée. La ville a accepté en 2015 son transfert dans un musée à Mont-de-Marsan.
La course Sedan-Charleville s'est terminée durant plusieurs années au stade du Petit-Bois jusqu'en 2016.